# 赵昌言
趙昌言（945年—1009年），字仲謨，一字幼謨。北宋汾州孝義（今屬山西）人。
父趙叡，曾任安、申觀察判官。昌言少有大志，太平興國三年進士甲科，授将作监丞。歷官通判鄂州、给事中。累官知制誥，預修《文苑英華》。雍熙四年（987年），為樞密副使。次年，因結黨被趕出朝廷。淳化四年（993年），為参知政事，力主镇压王小波、李顺起义。喜奖掖后进，王旦是其女婿。颇剛愎倨傲。大中祥符二年(1009年)，卒，年六十五。谥景肃。葬於今赵家庄村北。

## 延伸阅读
[在维基数据编辑]
 《宋史·卷267》，出自脱脱《宋史》